# Gonzalo de la Puente y Lavalle
Gonzalo de la Puente y Lavalle (Lima, 20 de julio de 1923 - Lima, 10 de noviembre de 2019) fue un abogado, banquero y empresario peruano.

## Biografía
Nació en 1923, hijo de José Rafael de la Puente y Bustamante y Susana Lavalle y García. Fue bisnieto de los diplomáticos José Antonio de Lavalle y José Antonio García y García.
Estudió en el Colegio Sagrados Corazones Recoleta de la ciudad de Lima.
Ingresó a la Pontificia Universidad Católica del Perú, en la cual estudió Derecho.
En 1953, se casó con Clotilde Wiese de Osma, hija de Augusto Wiese Eslava, con quien tuvo 6 hijos: Gonzalo, Caridad, Maria Paz, Lucía, Clotilde y Susana.
Fue Director Gerente de la Pesquera Industrial Constancia S.A..
Ha sido director de Inversiones Nacionales de Turismo - INTURSA, del Grupo Raffo, de Negocios e Inmuebles S.A., InVita Seguros, Wiese Aetna Compañía de Seguros, Basf Peruana S.A., y Ferrum Perú S.A.. Asimismo fue Presidente del Directorio de la Compañía de Seguros Cóndor, de Del Mar S.A., y de la agencia de aduana Costamar S.A..

## Actividad pública
Fue Asesor y Jefe del Departamento Legal del Seguro Social de Salud del Perú.
Fue Director de Petroperú.

### Ministro de Industria, Turismo, Integración y Negociaciones Comerciales Internacionales
En agosto de 1982 fue designado como Ministro de Industria, Turismo, Integración y Negociaciones Comerciales Internacionales por el presidente Fernando Belaúnde Terry. Permaneció en el puesto hasta su renuncia en agosto de 1983.